# Cornelis Pronk
Cornelis Pronk (Amsterdam, 1691 - Amsterdam, 1759) was een Nederlands tekenaar en (miniatuur)schilder.

## Leven en werk
Cornelis Pronk werd in 1691 geboren als zoon van een doopsgezinde korenhandelaar. Nadat hij enkele jaren voor zijn vader had gewerkt ging Pronk, op advies van kunstkenner Lambert ten Kate Hermansz, in de leer bij Jan van Houten en portretschilder Arnold Boonen.
Pronk is vooral bekend geworden door opmerkelijk nauwkeurige topografische tekeningen uit de eerste helft van de 18e eeuw, die de groeiende behoefte aan een exacte weergave van de architectuur weerspiegelde. Rond 1727-1729 begon zijn tekenstijl aldus definitief de vorm aan te nemen van een transparante en waarheidsgetrouwe weergave van de getekende gebouwen, geplaatst in een zonnig, vaak Italiaans aandoend licht. 
Hiervoor reisde hij het land door, al dan niet in gezelschap van anderen, maakte schetsen ter plaatse (enkele schetsboekjes zijn nog bewaard gebleven, andere uit elkaar gehaald en verspreid over collecties) en werkte ze later met een bijna fotografische nauwkeurigheid uit. Aan de hand van de dateringen van zijn schetsen en uitgewerkte tekeningen zijn sommige reizen gereconstrueerd.  
Hij werd daarmee de stichter van een nieuwe topografische tekenschool. Hij kreeg leerlingen als Abraham de Haen, Paulus van Liender en Jan de Beijer. Hij maakte in zijn vroegere periode veel tekeningen in opdracht van Andries Schoemaker, een lakenkoopman en amateurhistoricus met wie hij door Noord-Holland, Gelderland, Overijssel, Drenthe en Friesland trok. Hij was ook een van de belangrijkste toeleveranciers van de gravures in Het Verheerlijkt Nederland, gepubliceerd in de periode 1745-1774, van de uitgever Isaak Tirion. Dankzij de reizen en het daaruit voortvloeiend topografisch werk van Pronk c.s. is veel inmiddels verdwenen erfgoed uit de 18e eeuw nog bekend. Cornelis Pronk heeft daarnaast een tijd lang ontwerpen voor chinoiserie-serviezen gemaakt.

## Galerij

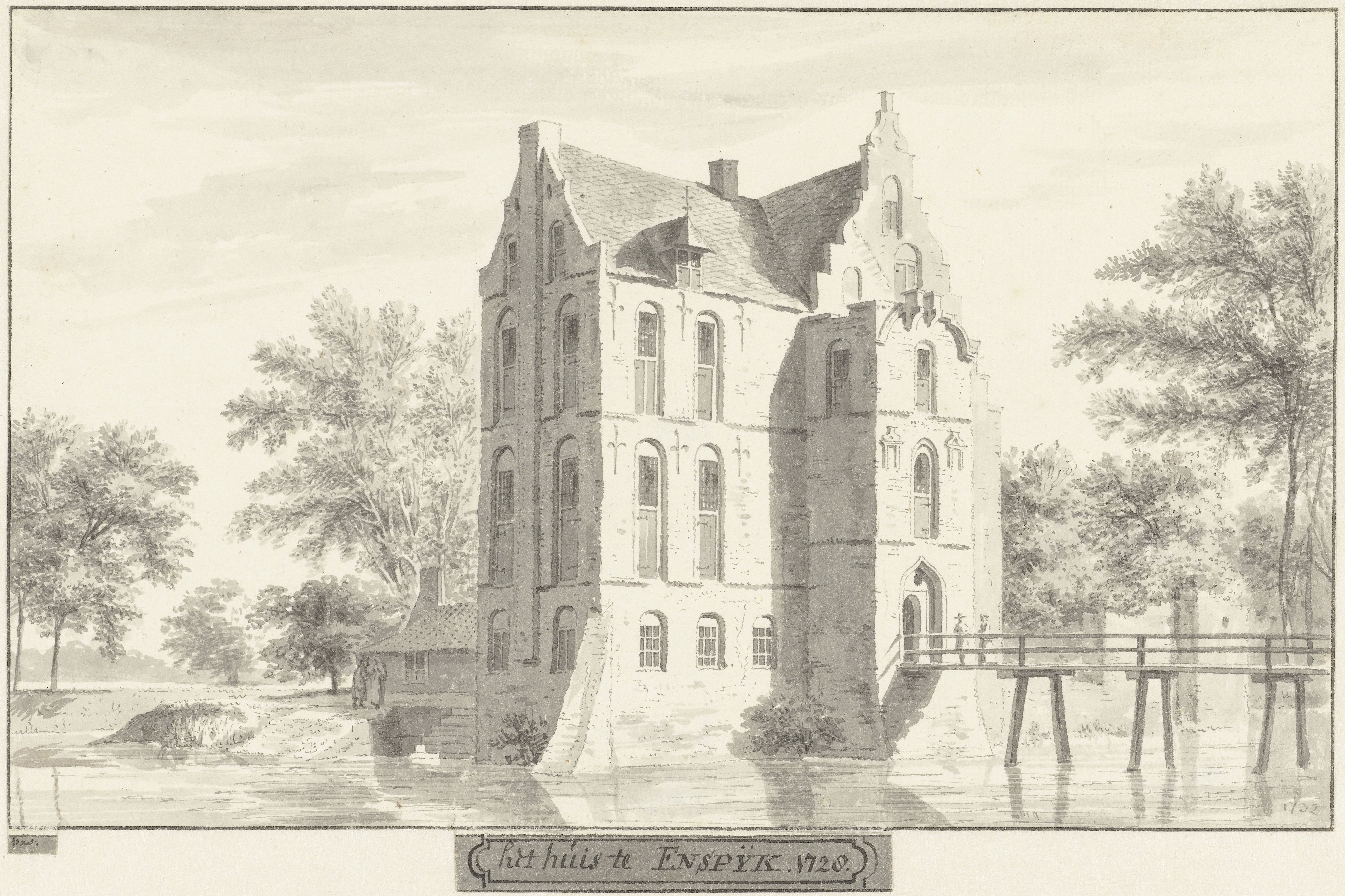
Huis te Enspijk, in Enspijk, 1728-1732
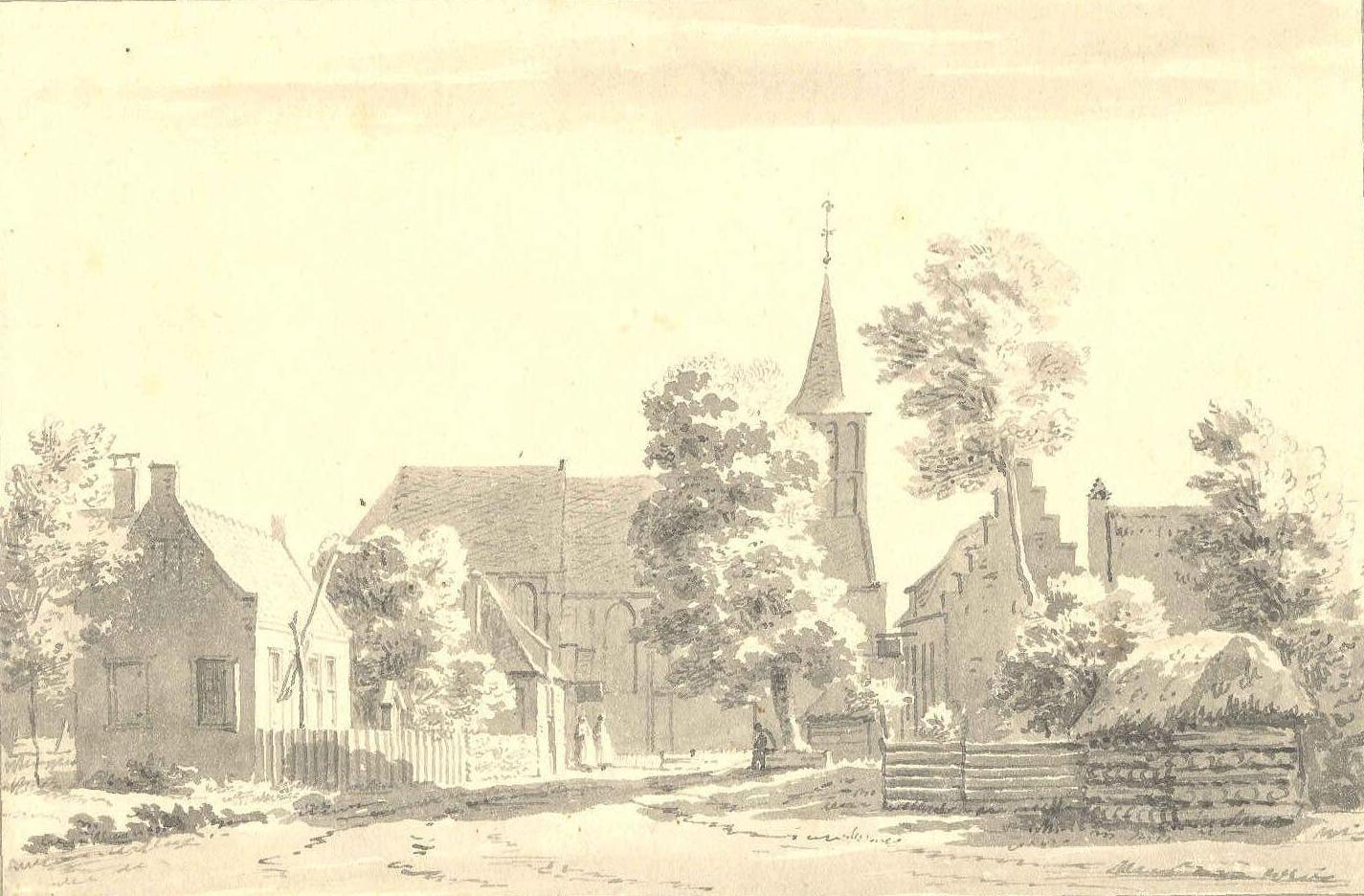
Sint-Lambertuskerk in Kerk-Avezaath, 1732
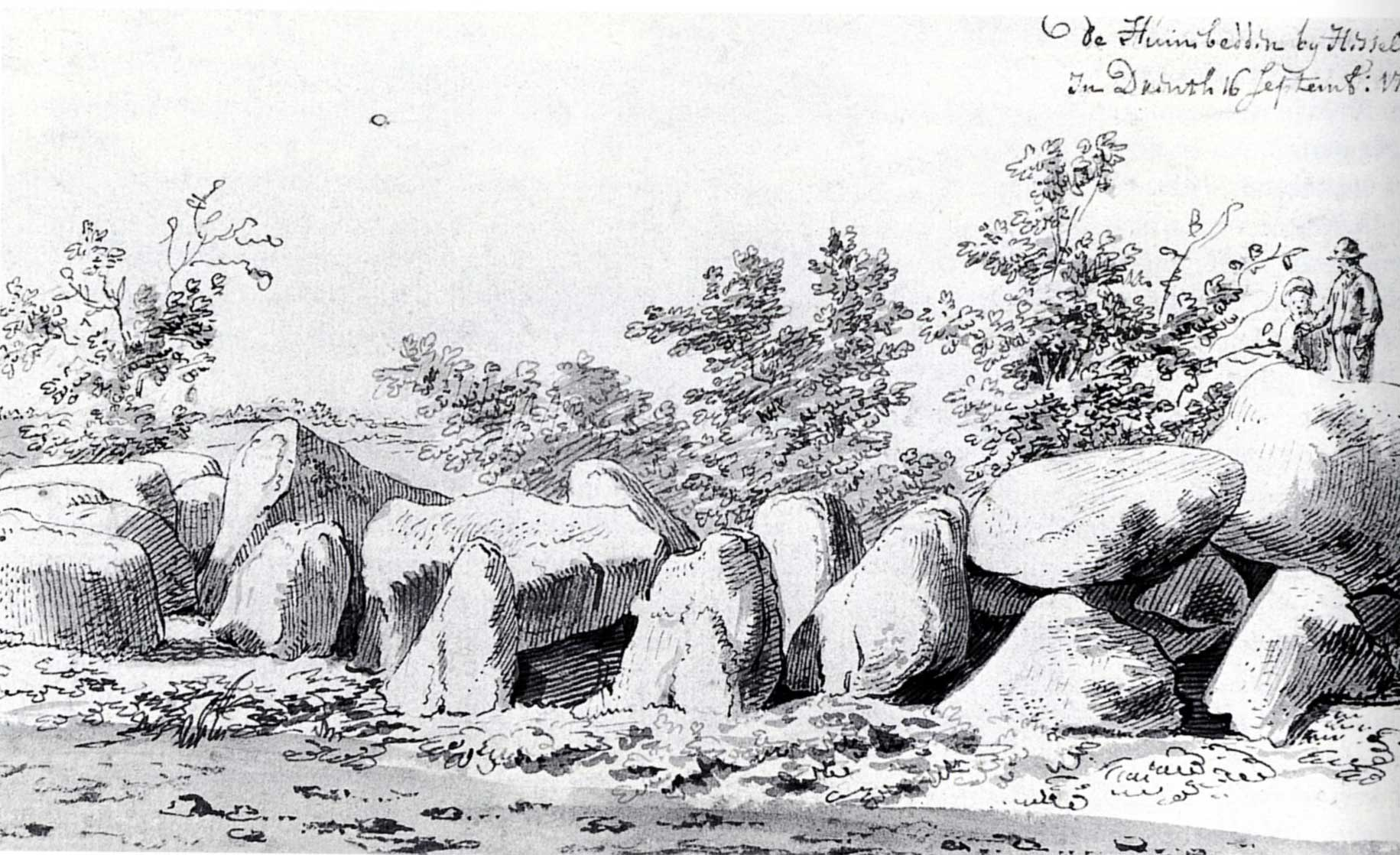
Hunebed D53 bij Havelte, 1737
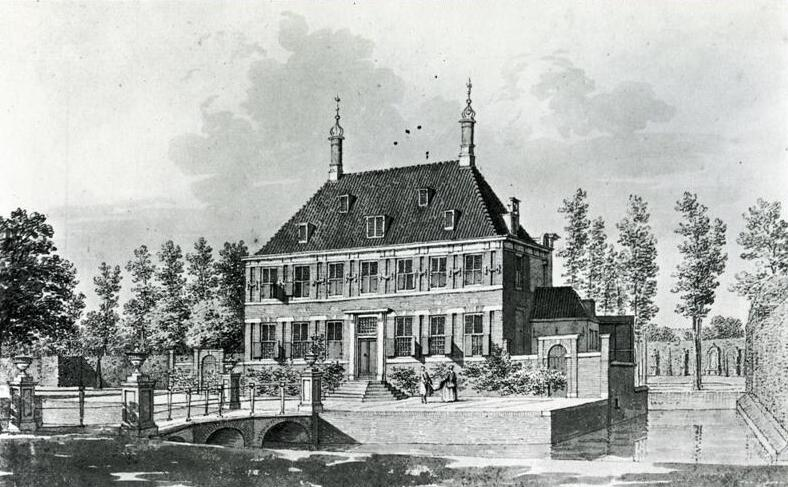
Huis Akerendam in Beverwijk, 1756